# Ischler Becken

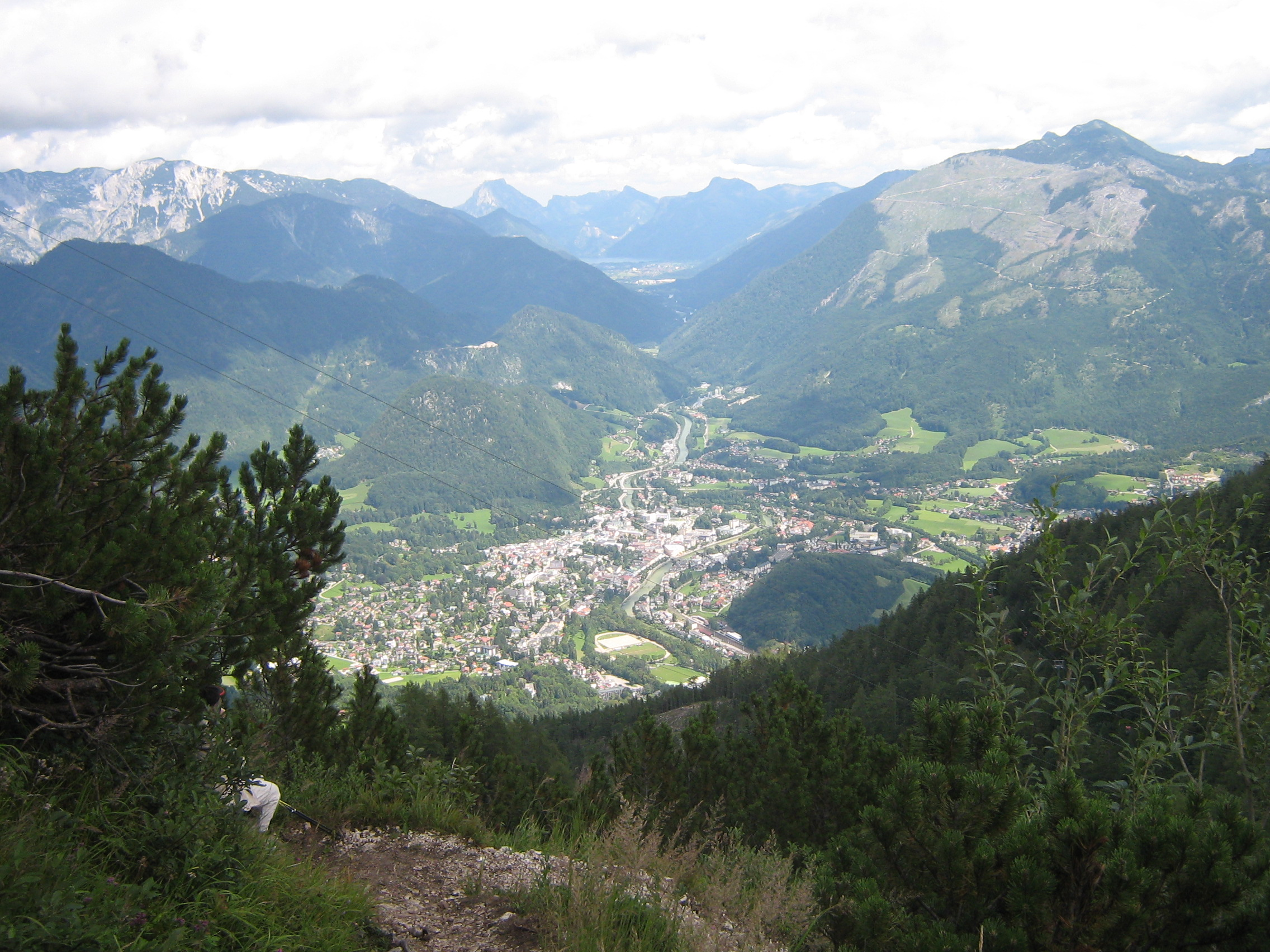
Ischler Becken (2010)

Das Ischler Becken ist ein inneralpines Becken in Oberösterreich.

## Geologie
Zahlreiche Ablagerungsgesteine zeugen von seichten Meereslagunen, wo sich Kalk absetzte oder Salz ausgefällt wurde. Millionen Jahre später überformten Kaltzeiten das Ischler Becken mit mehr als 1000 Meter dicken Eismassen.